# Tillandsia barclayana
Tillandsia barclayana är en gräsväxtart som beskrevs av John Gilbert Baker. Tillandsia barclayana ingår i släktet Tillandsia och familjen Bromeliaceae. Inga underarter finns listade i Catalogue of Life.